# Austrofašizam
Austrofašizam je naziv za autoritarni režim i oblik vladavine u Austriji od donošenja svibanjskog ustava 1934. godine, pa do sjedinjenja s Njemačkom u Anschlussu u ožujku 1938. godine.
Jedina politička stranka u tom jednopartijskom sustavu bila je Domoljubna fronta Austrije (Vaterländische Front).
Tvorci tog sustava nazivali su ga 'Ständestaat', "staleška država", te su se uvelike ugledali na sličan koncept korporativizma u fašističkoj Italiji.
U Austriji nakon I. svjetskog rata je nastala teška ideološka podjela između konzervativnih (kršćanskih) i ljevičarskih (socijaldemokratskih i liberalnih) političkih snaga. Desničarska paravojna organizacija Heimwehr je 18. svibnja 1930. godine položila prisegu, da će se boriti protiv socijalističkih i ljevičarskih ideja, te također i protiv višestranačja kao navodno negativne pojave. Na lijevoj strani, bila je paramilitarna organizacija Republikanischer Schutzbund, koja je pokazivala slične antidemokratske sklonosti. Dana 31. ožujka 1932. godine je austrijski desničarski kancelar Engelbert Dollfuß zabranio Republikanischer Schutzbund - paravojnu snagu od kakvih 80 tisuća ljudi - čije vodstvo je međutim nastavilo "podzemno" upravljati tom organizacijom. Nakon što je Heimwehr 12. veljače 1934. godine krenuo u pretragu Hotela Schiff u Linzu tražeći vodstvo RS-a, nastao je oružani sukob 12. – 16. veljače 1934. širom Austrije (Austrijski građanski rat). Vojne i policijske snage su bile na strani vlade, a RS je bio slabo naoružan, pa su sukobi ubrzo završili pobjedom desnice i uz približno 4 stotine poginulih na obje strane.
Nakon tog vojnog sukoba, političke slobode u Austriji su suspendirane, a u austrijskom parlamentu su u svibnju 1934. godine okupili oni zastupnici koji su pripadali desnici, te su 20. svibnja 1934. godine izglasali novi Ustav, koji je uveo korporativističku državu po uzoru na Mussolinijev režim u Italiji. 
Hitlerov režim u Njemačkoj je pokazivao ozbiljnu ambiciju da priključi Austriju Trećem Reichu, ali je Italija dovela na austrijsku granicu znatne vojne snage i odvratila naciste da pokušaju invaziju Austrije. Njemački nacisti su 25. srpnja 1934. god. u atentatu (i pokušaju revolucije, bilo je oružanih borbi na više mjesta u Austriji) ubili austrijskog kancelara Engelberta Dollfussa - kojemu je na pogreb došlo oko pola milijuna Austrijanaca - ali je austrofašističko vodstvo uspijevalo izbjeći pripojenje Njemačkoj do proljeća 1938. godine; točno onoliko koliko je fašistička Italija branila neovisnost Austrije.
Austrofašisti nisu prihvaćali sve ideje koje su razvili nacistički ideolozi - osobito za razliku od nacista nisu gojili sukob s Katoličkom Crkvom, nego su naprotiv jako inzistirali na katoličkom identitetu; također nisu bili privrženi antisemitizmu. S vremenom je, međutim, prihvaćanje nacističkih ideja među njima bilo sve veće.
Pod austrofašistima su političke i socijalne slobode bile posve ukinute, te je samo 1934. godine policija u Beču pretresla 106.000 stanova i uhitila 38.141 nacista, socijaldemokrata i komunista. Međutim ti politički progoni ipak nisu bili onako teški i smrtonosni kao što će biti kasniji nacistički.
Austrofašisti neće nakon Anschlussa pokazivati neki otpor nacistima, nego naprotiv podršku.

## Vanjske poveznice
- Prisilna romanizacija hrvatskih imena - članak govori o fašističkim zakonima kojima se zabranjivalo slavenska imena, "Zakon o službenoj promjeni onih imena koja vrijeđaju javni rad ili nacionalne osjećaje" i "zakon o»smiješnim i sramotnim imenima i prezimenima"